# Sybold van Ravesteyn

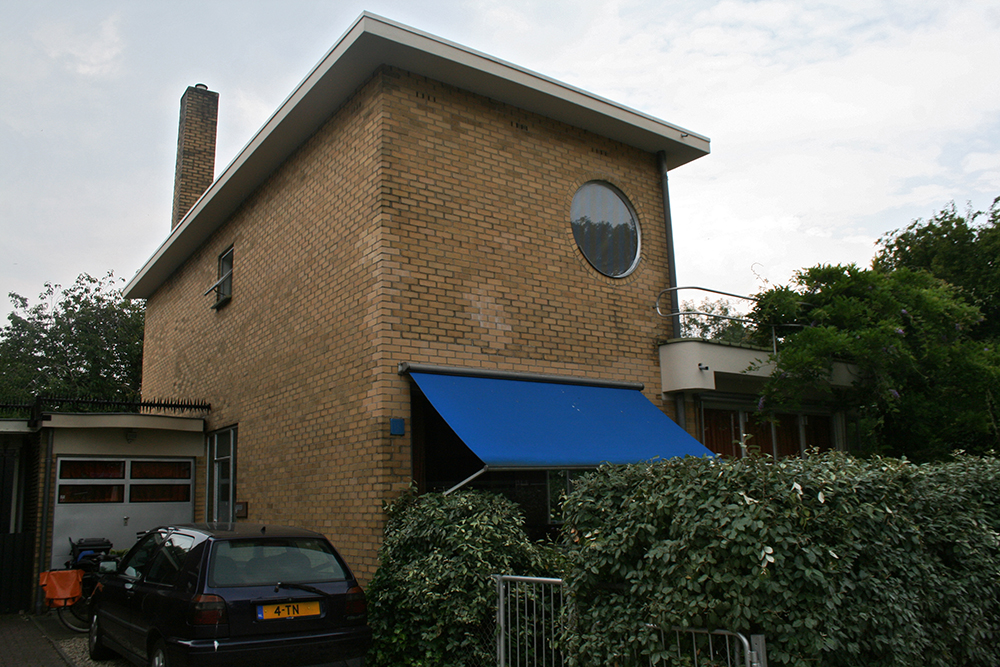
Maison personnelle de Van Ravesteyn, vers 1934, Utrecht.

Sybold van Ravesteyn (né Sijbold van Ravesteijn, 18 février 1889, Rotterdam — 23 novembre 1983, Laren) est un architecte hollandais. Il a réalisé de nombreuses gares, en grande partie démolies aujourd'hui, un zoo, des bâtiments publics tels que des théâtres, ainsi que des résidences, des décorations intérieures et du mobilier.

## Biographie

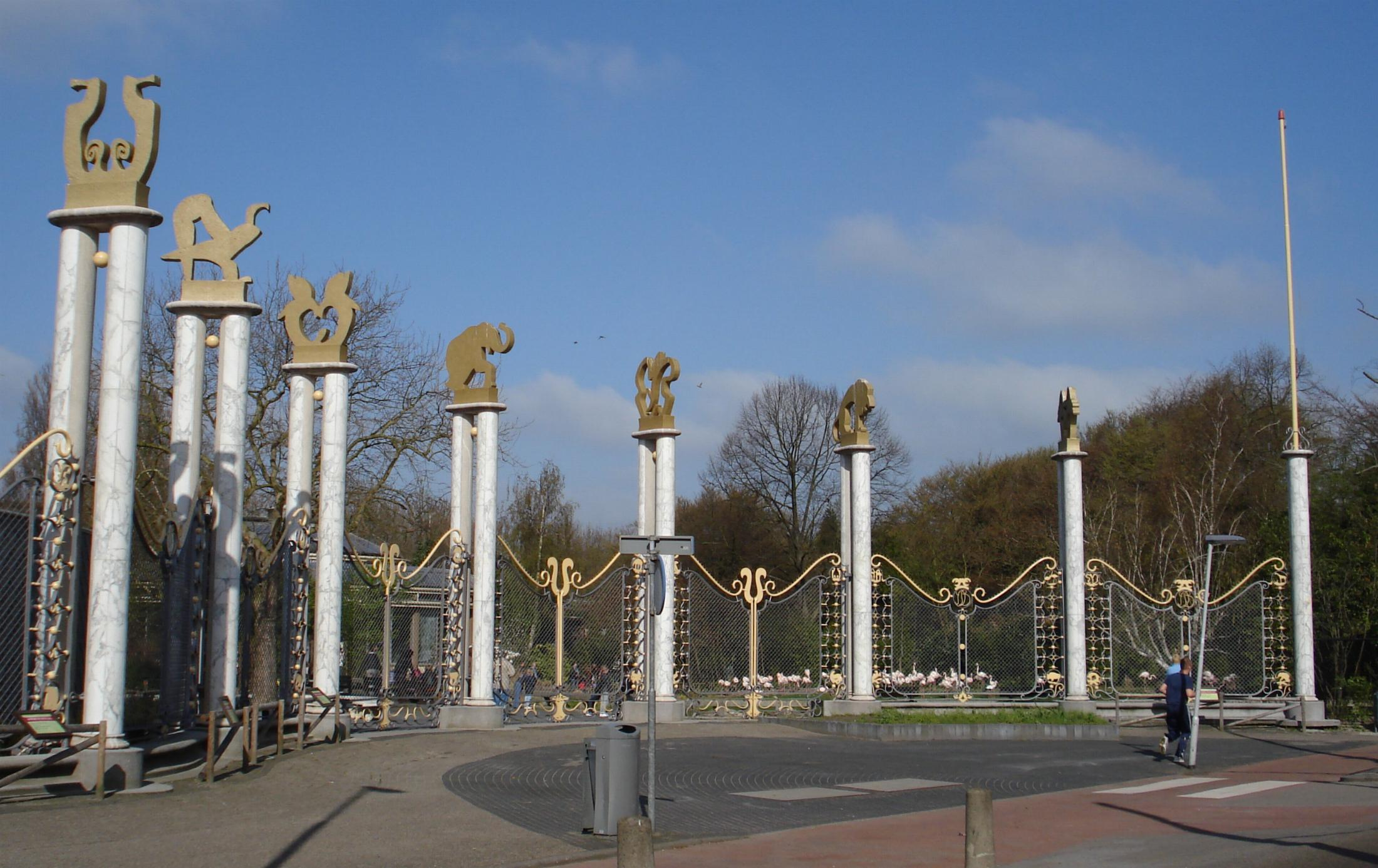
Entrée du zoo de Rotterdam.

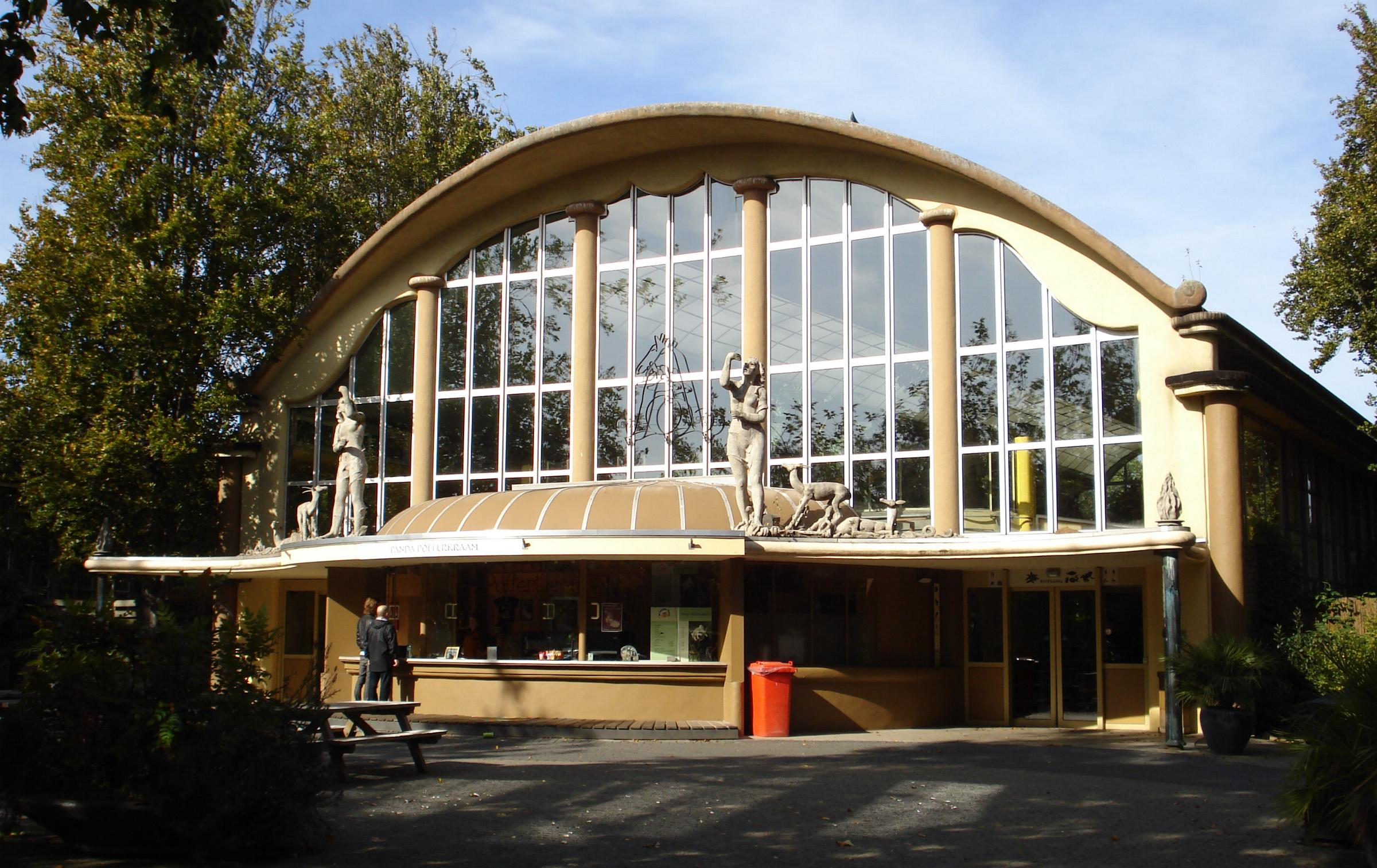
Rivièrahal, Diergaarde Blijdorp

Sybold van Ravesteyn naquit le 18 février 1889 à Rotterdam. Après des études d'ingénieur à l'université de technologie de Delft (1906–1912), van Ravesteyn travailla comme ingénieur pour la Compagnie pour l'exploitation des chemins de fer de l'État néerlandais et devint un spécialiste du béton. Il épousa Dora Hintzen en 1915, qui lui donna trois fils et une fille. Van Ravesteyn fut influencé par l'intérêt de sa femme pour l'art. Il commença à dessiner des meubles pour lui-même, influencés par l'École d'Amsterdam puis par le mouvement De Stijl. En 1921, il devint architecte du Nederlandse Spoorwegen, les chemins de fer hollandais. Sa première réalisation fut, en 1924, un entrepôt et des bureaux à Arnhem. En 1926, il décora une chambre d'ami de la villa Noailles construite par Robert Mallet-Stevens.
En 1931, il divorça et se remaria avec Johanna van Geelkerken, avec laquelle il eut un fils. Pour les chemins de fer hollandais il réalisa plusieurs gares dans le style moderniste du Neues Bauen. En plus de son travail pour le Nederlandse Spoorwegen, il dirigea sa propre agence, construisit des résidences, dont la sienne à Utrecht et dessina du mobilier en expérimentant un style curvilinéaire moins basé sur le fonctionnalisme. En 1935, il écrivit : « L'architecture moderne n'est pas carrée, elle est vivante. »
Son travail pour les chemins de fer lui permit de voyager, et en 1936 il visita Rome, où il étudia l'architecture baroque, qu'il appréciait particulièrement, ainsi que les aménagements urbains de Rome entrepris par Benito Mussolini, comme la Via della Conciliazione ouverte dans l'axe de la Place Saint-Pierre. Sa vision et son style ornemental contrastèrent alors de plus en plus avec le style de ses collègues modernistes. Sybold van Ravesteyn dessina entièrement le zoo de Rotterdam entre 1937 et 1940, un projet qu'il considérait comme son œuvre majeure. En 1937, il réalisa aussi la décoration intérieure du yacht royal Piet Hein, offert comme cadeau de mariage à la reine Juliana et au prince Bernhard.
Durant la Seconde Guerre mondiale van Ravesteyn demeura membre de l'association des architectes hollandais contrôlée par les nazis, afin de pouvoir continuer à travailler et il conçut également l'aménagement d'un wagon de chemin de fer pour Arthur Seyss-Inquart.
Après la guerre, il fut révoqué. Il construisit un ensemble de stations service pour Purfina, des théâtres et des gares.
Il mourut le 23 novembre 1983 à Laren.

## Œuvre

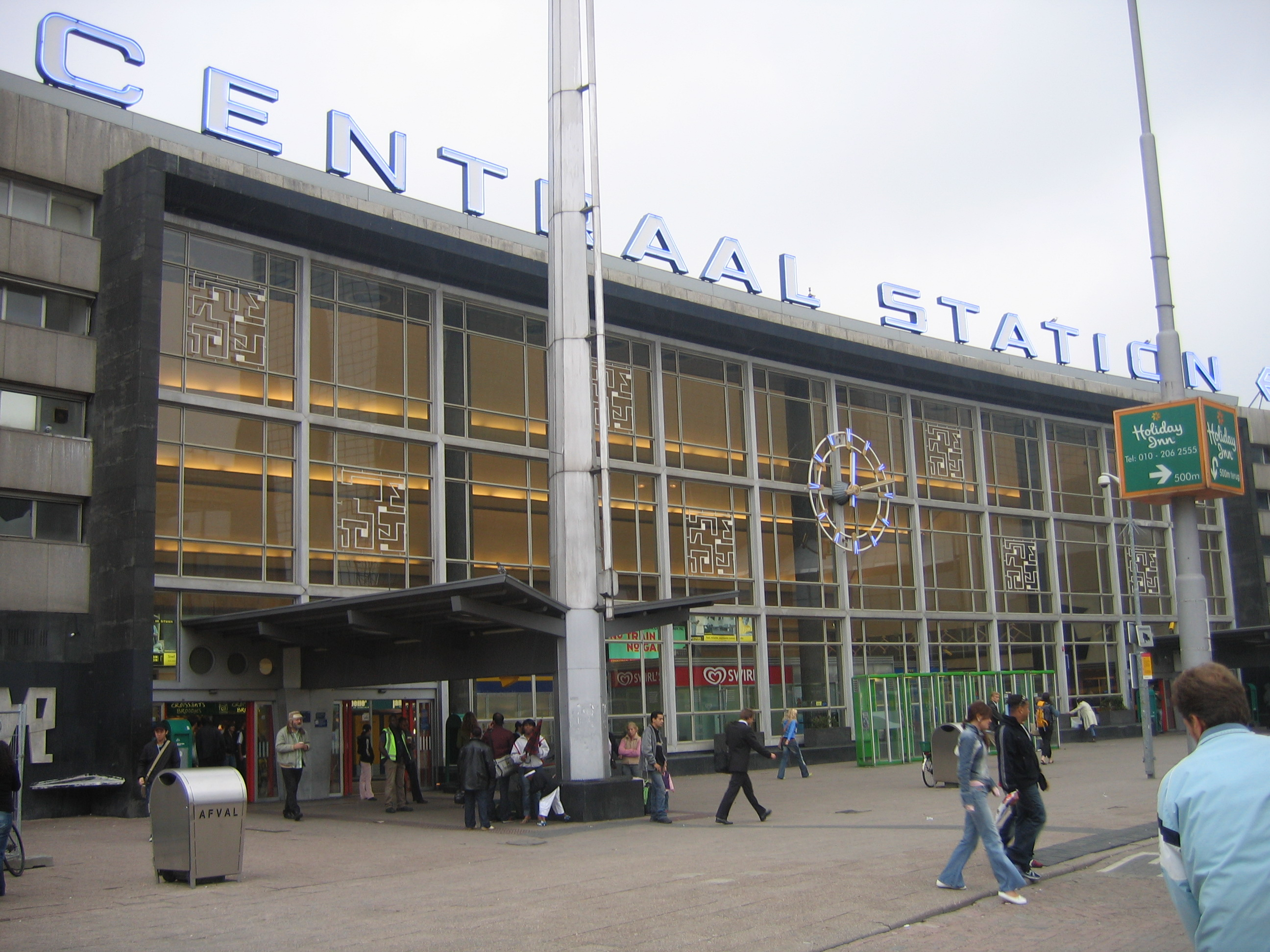
Ancienne gare centrale de Rotterdam fermée le 2 septembre 2007.

Liste incomplète des réalisations de Sybold van Ravesteyn (source Huygens ING, sauf mention contraire):
- Entrepôts et bureaux, Arnhem (1924)
- Chambre d'ami de la Villa Noailles (1926)[3],[4],[5],[6]
- Réaménagement de la maison de M.R. Radermacher Schorer, Utrecht (1927)
- Maison familiale de Sybold van Ravesteyn, Prins Hendriklaan, Utrecht (1932-1934)[7]
- Gare de Geleen-Lutterade (1931) (démolie)
- Gare de Spekholzerheide (1933)
- Gare de Kerkrade Centrum (1933) (demolie)
- Réaménagement de la Gare de Rotterdam-Blaak (1934) (détruite dans le Bombardement de Rotterdam)
- Réaménagement de la Gare d'Utrecht-Central (1936–1940)
- Immeuble d'assurances De Holland, Dordrecht (1937–1939) (défiguré)[8]
- Yacht royal Piet Hein (intérieur) (1937)
- Zoo de Rotterdam (1937–1940)
- Théâtre Kunstmin de Dordrecht (réaménagement) (1938–1940)
- Salle à manger du paquebot Nieuw Amsterdam (1938)[9]
- Gare de Rosendael (réaménagement)  (1949)
- Gare de Flessingue (1950)
- Théâtre de Flardingue (1951)
- Église de l'Église réformée néerlandaise De Hoeksteen, Emmeloord (1951)[10]
- Gare de Bois-le-Duc (1952)
- Gare de Nimègues (1954)
- Gare centrale de Rotterdam (1950–1957) (démolie)[7]
- 20 stations services Purfina (1947–1963)[11]